# Hexagrama
Un hexagrama es un polígono con forma de estrella de seis puntas, {6/2} o 2{3}, 6 lados, 12 vértices y 60 ángulos entre los triángulos y el hexágono central (30 ángulos interiores y 30 ángulos exteriores).
Aunque generalmente se le reconoce como un símbolo de identidad judía, también es utilizado en contextos históricos, religiosos y culturales, por ejemplo en el islam, y en algunas religiones orientales (como Hinduismo, Budismo y Jainismo), así como también en la magia y el ocultismo.

## Teoría de grupos

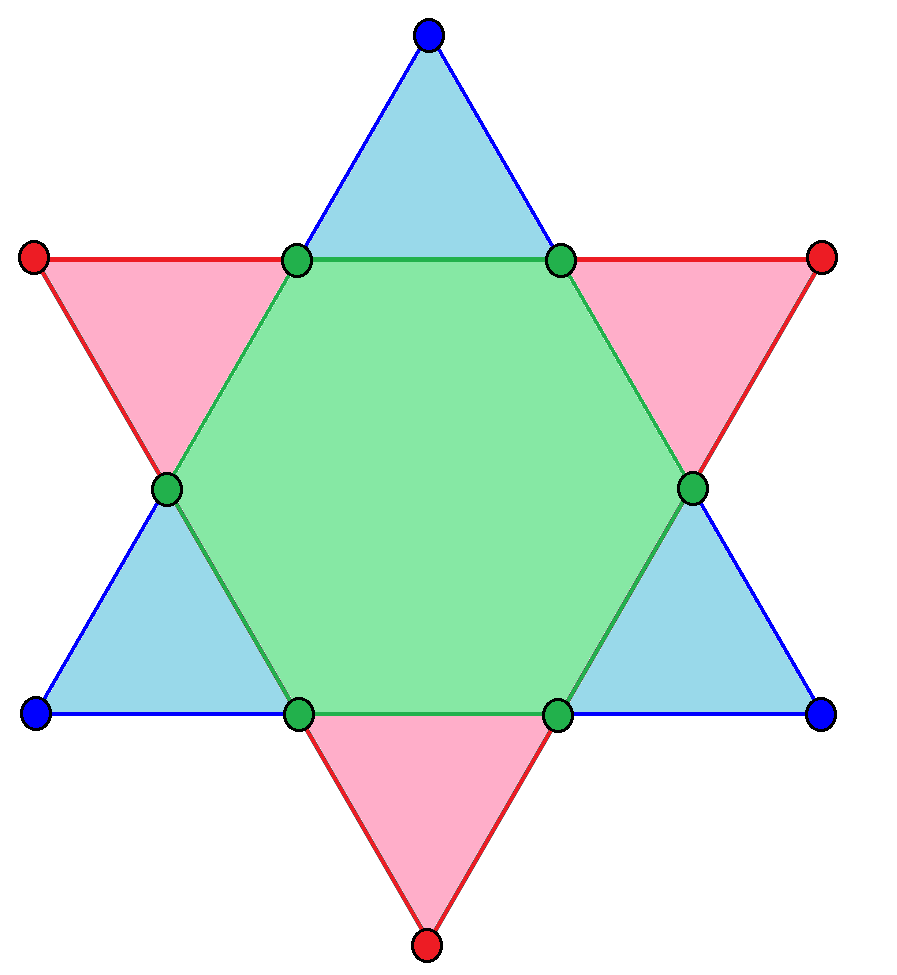
Un "hexagrama" regular, {6}[2{3}]{6}, puede verse como una estelación compuesta de un triángulo equilátero hacia arriba (azul aquí) y hacia abajo (rosa), con su intersección como un hexágono regular (en verde)

En matemáticas, la raíz del Grupo de Lie simple G2 tiene la forma de un hexagrama, con seis raíces largas y seis raíces cortas.

## Construcción con regla y compás
Se puede crear una estrella de seis puntas, como un hexágono, usando un compás y una regla:
- Trazar una circunferencia de cualquier tamaño con el compás.
- Sin cambiar el radio del compás, trazar otra circunferencia con su centro un punto de la circunferencia anterior, y marcar los dos puntos donde se cruzan las dos circunferencias.
- Con el centro en uno de estos dos puntos, repítase el proceso hasta tener seis puntos marcados.
- Con una regla, unir puntos alternativos de la circunferencia para formar dos triángulos equiláteros superpuestos.

## Construcción por álgebra lineal

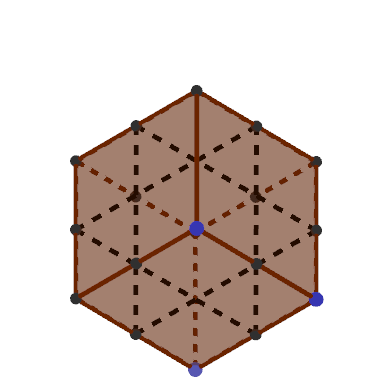
La proyección isométrica de los puntos medios de las doce aristas de un cubo, forma un hexagrama

Mediante la proyección ortogonal de cualquier cubo con tres aristas coincidentes con el sistema de ejes sobre un plano. Los doce puntos medios de las aristas de un cubo forman un hexagrama. Por ejemplo, considérese la proyección del cubo unitario con vértices en los ocho posibles vectores binarios en tres dimensiones {\displaystyle (1,0,0),(0,1,0),(0,0,1),(1,1,0),(1,0,1),(0,1,1),(1,1,1)} en el plano {\displaystyle x+y+z=1}. Los puntos medios son {\displaystyle (0,0,1/2),(0,1/2,1/2),(0,1,1/2),(1,1,1/2)}, y todos los puntos resultantes aplicando una permutación. Estos 12 puntos se proyectan en un hexagrama: seis vértices alrededor del hexágono exterior y seis en el interior.

## Orígenes y forma
Al igual que otras formas geométricas simples como el triángulo, el círculo o el cuadrado, es posible que el hexagrama haya sido creado o descubierto por diferentes personas o pueblos sin conexión entre ellos.
El hexagrama es un símbolo mandala llamado satkona yantra o sadkona yantra que se puede observar en antiguos templos hindúes del sur de la India, construidos hace miles de años. Simboliza el nara-narayana, o estado de  meditación con un balance perfecto entre el hombre y la divinidad, el cual si se mantiene, da lugar al "moksha," o "nirvana" (liberación de las ataduras del mundo terrenal y sus vínculos materiales).
Otra teoría, aunque sin demasiado sustento, sobre el origen de la forma es que se puede formar con 2 de las 3 letras del nombre David: en su ortografía en hebreo, David se escribe 'D-W-D'. En el hebreo bíblico, la letra 'D' (Dalet) era escrita como una "L" invertida y al revés, pero en griego, la letra "Delta" (Δ) es un triángulo. El símbolo puede haber sido un simple identificador familiar formado rotando y yuxtaponiendo las dos letras más prominentes del nombre. En este caso la letra "W" podría interpretarse como una referencia a la operación de composición de las dos Deltas.
Algunos investigadores han teorizado en el sentido de que el hexagrama representa la carta astrológica al momento del nacimiento de David o su unción como rey. El hexagrama también es llamado la "Estrella del Rey" en círculos astrológicos.
Es posible observar en papiros antiguos figuras de pentagramas, junto con estrellas y otros signos, también se los puede encontrar en amuletos junto con los nombres judíos de Dios, y son usados para protegerse contra la fiebre y enfermedades. Curiosamente entre estos signos no se encuentra el hexagrama. También es de destacar, que en el gran papiro mágico (Wessely, l.c. pp. 31, 112) en París y Londres aunque hay veintidós signos encolumnados, y un círculo con doce signos, no se observa ni un pentagrama ni un hexagrama.

## Usos diversos del hexagrama

### Judaísmo

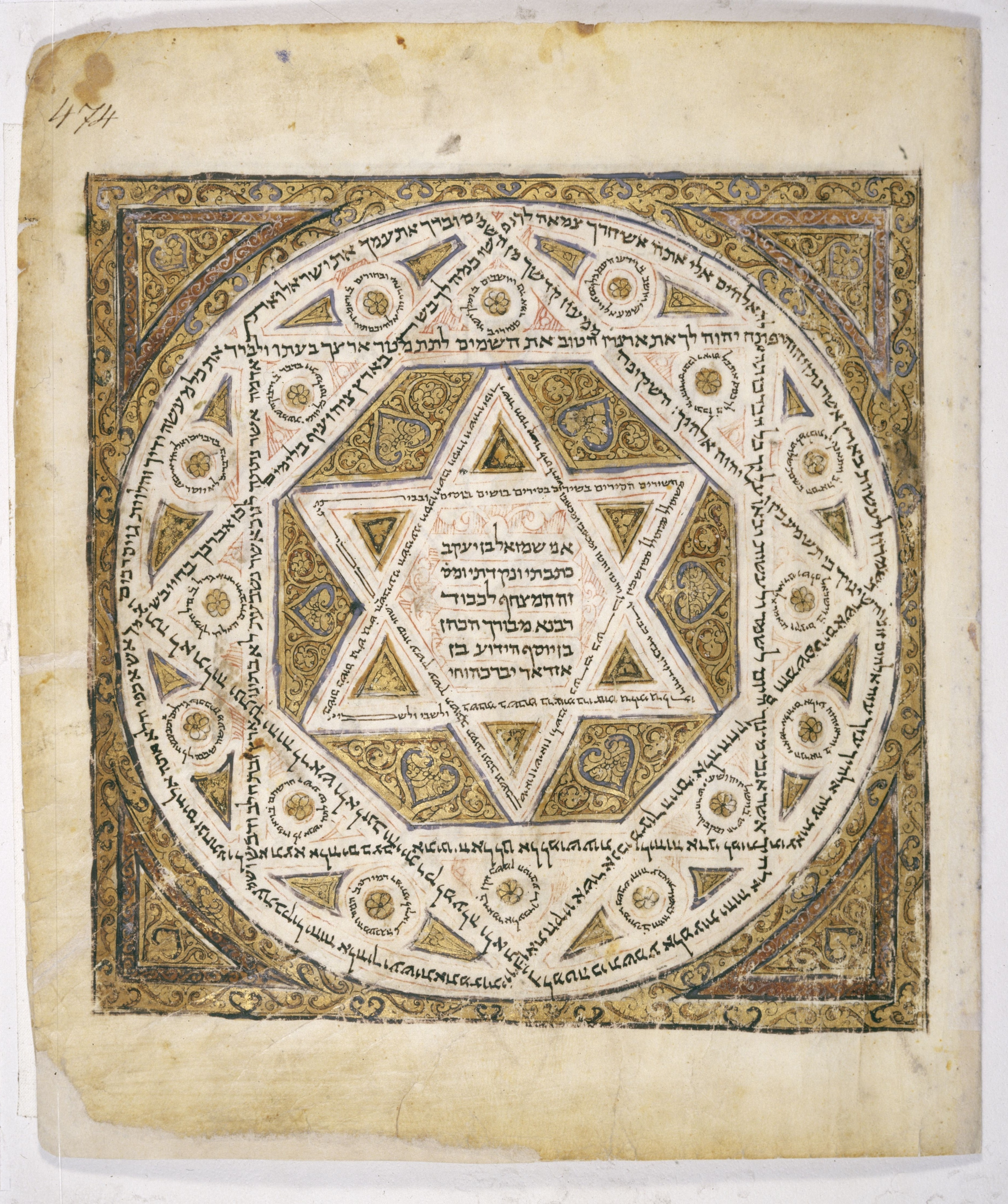
La estrella de David en la más antigua copia que ha llegado hasta nuestros días del texto Masorético, el Código de Leningrado, datado en 1008

El Magen David (nombre en hebreo de la Estrella de David) es un símbolo generalmente reconocido del judaísmo y de la identidad judía. Coloquialmente es conocida como la Estrella Judía o "Estrella de David". Su uso como un signo de identidad judía comenzó en la Edad Media, aunque su utilización religiosa comenzó antes, con la evidencia arqueológica más antigua actual de un sillar con el escudo en un arco de una sinagoga del siglo III-IV en Galilea.
En la actualidad figura como elemento central en la bandera del estado de Israel.

### Cristianismo
El hexagrama se puede encontrar en algunas iglesias y vidrieras, como el que aparece en el techo de la Catedral nacional de Washington.En el cristianismo a menudo es llamada la estrella de la creación. Un ejemplo muy temprano, observado por Nikolaus Pevsner, se puede encontrar en la Catedral de Winchester, Inglaterra, en una de las marquesinas de los puestos del coro, hacia 1308.

### Los de la Iglesia de Jesucristo de los Santos de los Últimos Días (mormones)
La estrella de David también es utilizada de manera menos prominente por los de mormones, principalmente como motivo ornamental arquitectónico.

### Masonería
De la "Enciclopedia de la masonería":

"Los triángulos o deltas entrelazados simbolizan la unión de los dos principios o fuerzas, la activa y la pasiva, masculina y femenina, que impregna el universo ... Los dos triángulos, uno blanco y otro negro, entrelazados, tipifican la mezcla de opuestos aparentes en la naturaleza, la oscuridad y la luz, el error y la verdad, la ignorancia y la sabiduría, el mal y el bien, a lo largo de la vida humana ".
Rito Escocés Antiguo y Aceptado Francmasonerías; Albert G. Mackey and Charles T. McClenachan citado desde Codex Magica por Texe Marrs

### Rastafaris
Una estrella negra de David se usa para identificar a la población negra, en África o no, con una de las tribus de Israel. Los rastafaris tienen entre sus temas principales el retorno a  Etiopía, cuyo último emperador, Haile Selassie, utilizaba la estrella de seis puntas como símbolo.

### Musulmanes
El símbolo se conoce en árabe como نجمة داوود, Najmat Dāwūd (Estrella de David) o خاتم سليمان Khātem Sulaymān (Sello de Salomón), aunque este último término también puede hacer referencia a una estrella pentagonal o a una especie de planta. Los beylicatos de Anatolia pre-otomanos medievales de Karamánidas y Candaroglu usaron la estrella en su bandera. Incluso hoy, la estrella se puede encontrar en algunas mezquitas y en distintos motivos de arte islámico y árabe.

### Hinduismo y otras religiones orientales

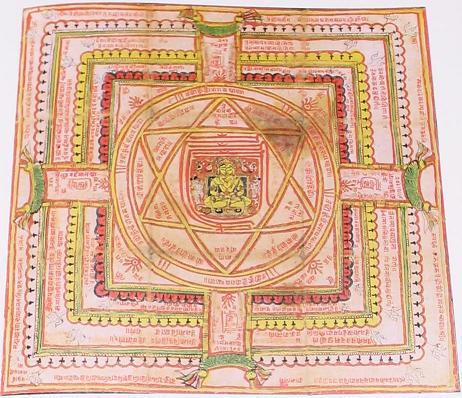
Diagrama que muestra las dos sílabas místicas, Om y Hrim

También se han encontrado estrellas de seis puntas en diagramas cosmológicos en el hinduismo, el budismo y el jainismo. Dentro de la tradición índica, se entiende generalmente que la forma consiste en dos triángulos, uno apuntando hacia arriba y el otro hacia abajo, unidos en un abrazo armonioso. Los dos componentes se llaman 'Om' y 'Hrim' en sánscrito, y simbolizan la posición del hombre entre la tierra y el cielo.

### Heráldica
En heráldica y, en menor medida, vexilología, se supone que una "estrella" es una figura de seis puntas, como una estrella de David.

### Teosofía
La estrella de David se usa en el sello y el emblema de la Sociedad Teosófica, fundada en 1875.

### Raelismo
El Movimiento Raeliano Internacional (MRI), que proclama que el origen de la vida en la Tierra tiene su origen en la visita de viajeros extraterrestres, utiliza como símbolo un hexagrama.

### Ocultismo
El hexagrama, como la estrella pentagonal, se utilizó y se utiliza en las prácticas del ocultismo y se atribuye a los 7 planetas "antiguos" descritos en astrología.
La estrella de seis puntas se usa comúnmente como talismán y para conjurar espíritus en la práctica de la brujería.

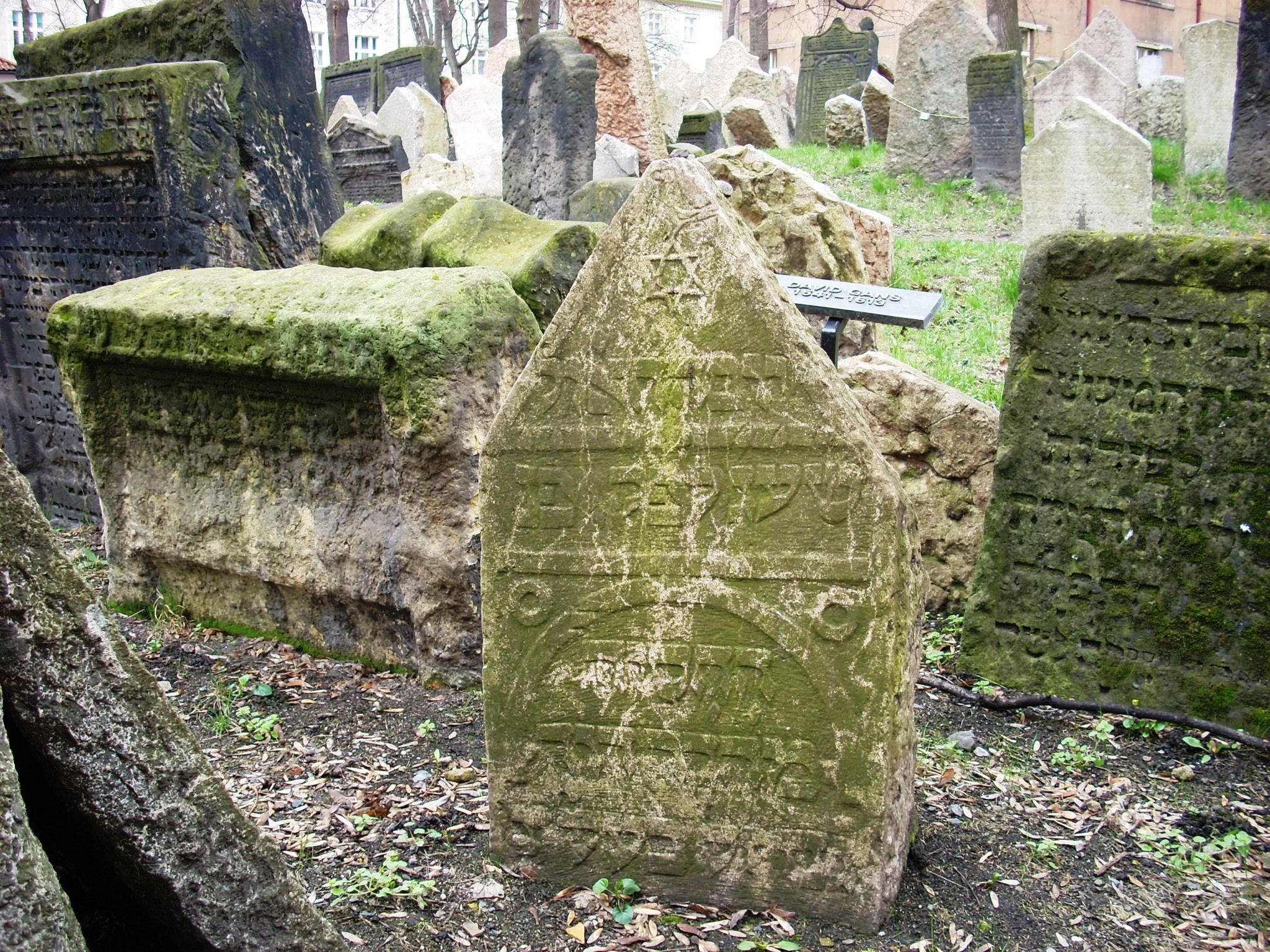
Cementerio judío
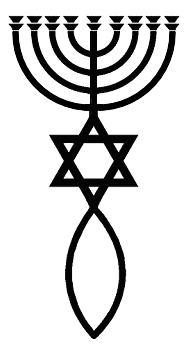
Judaísmo mesiánico
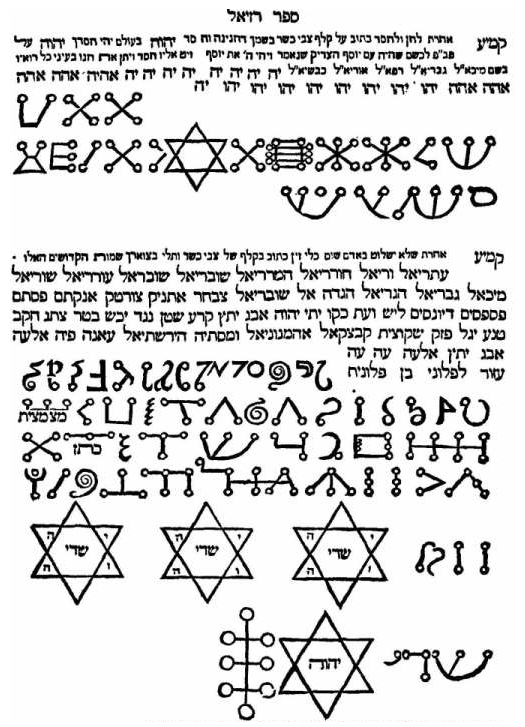
Cábala
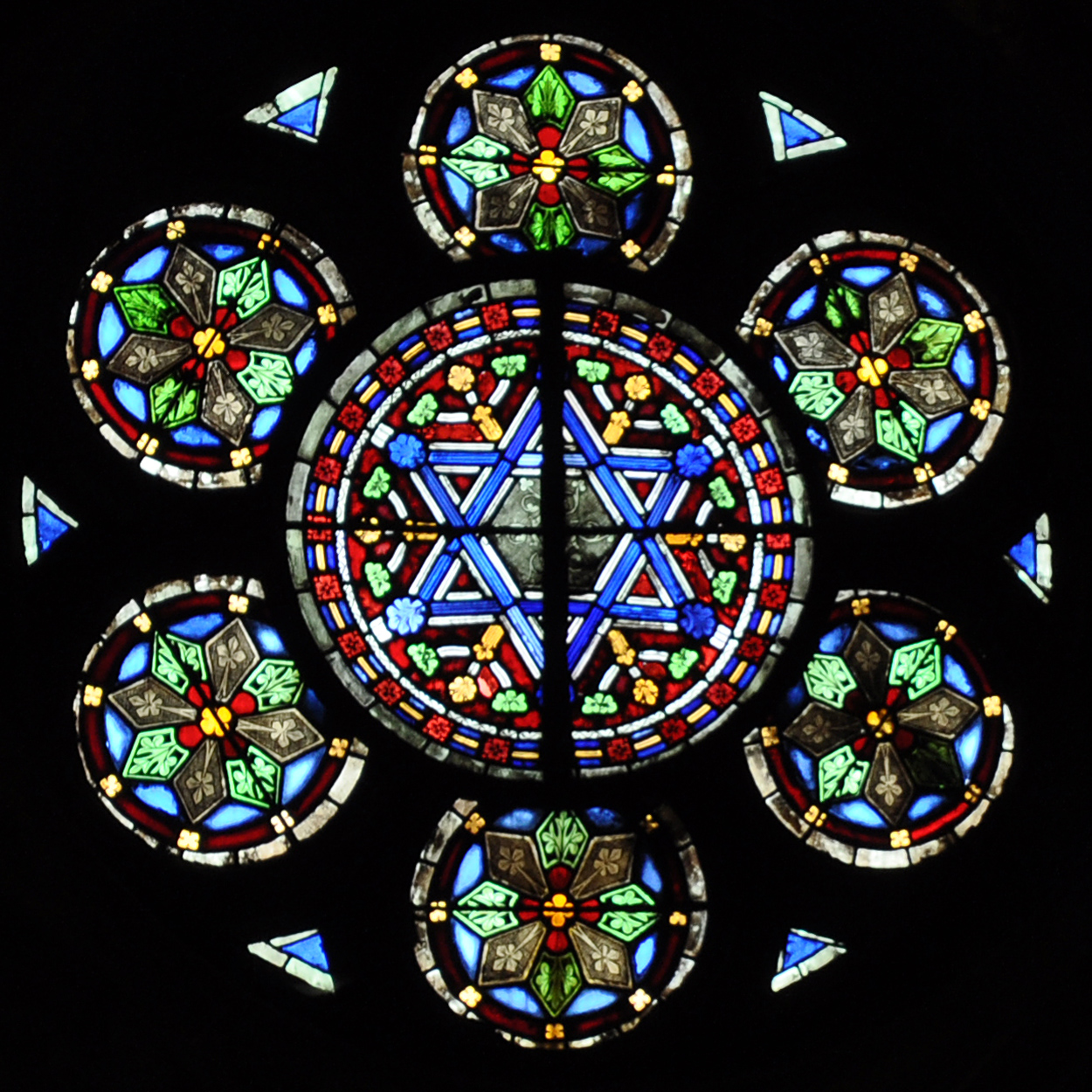
Catedral de Metz
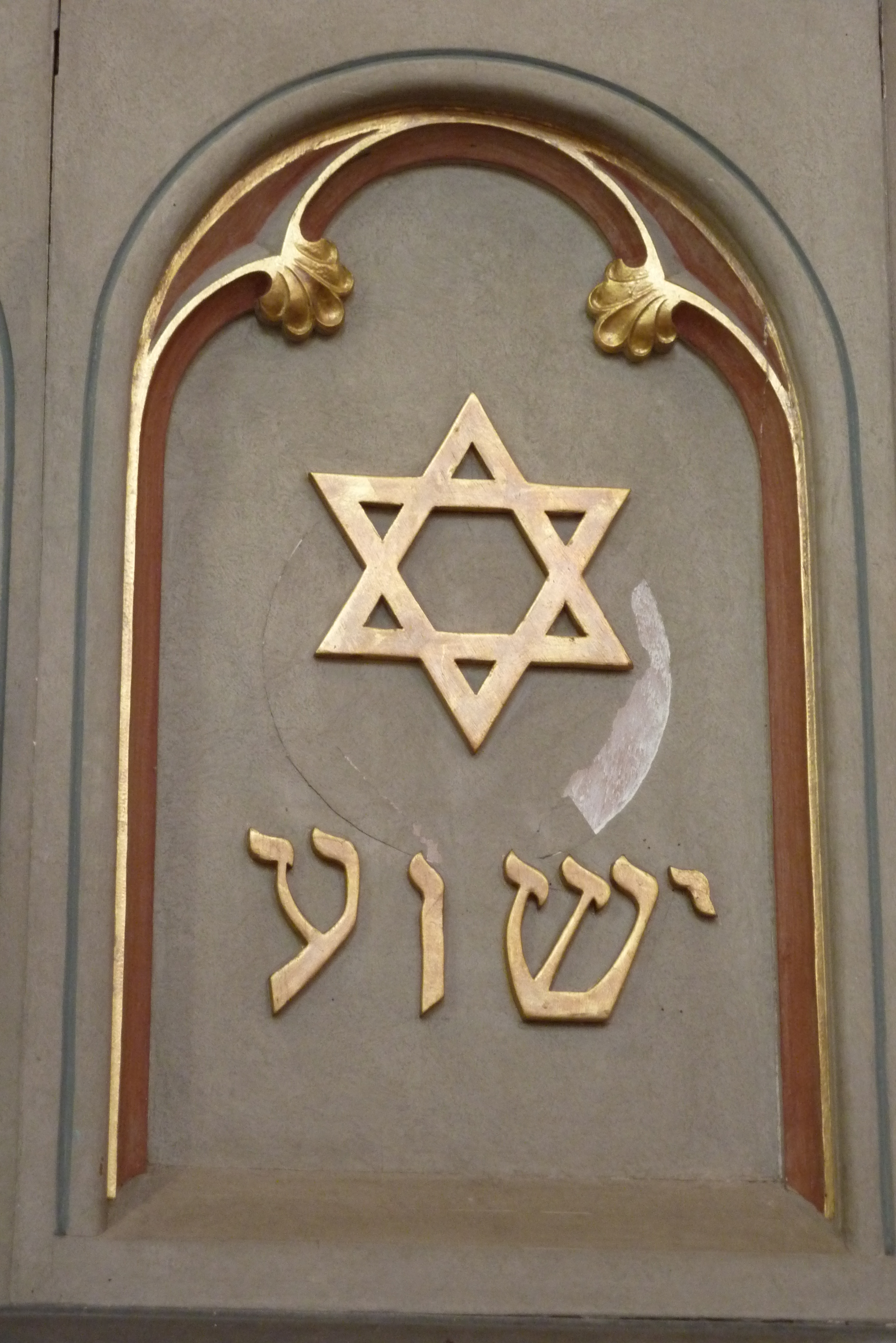
Iglesia de San Dionisio
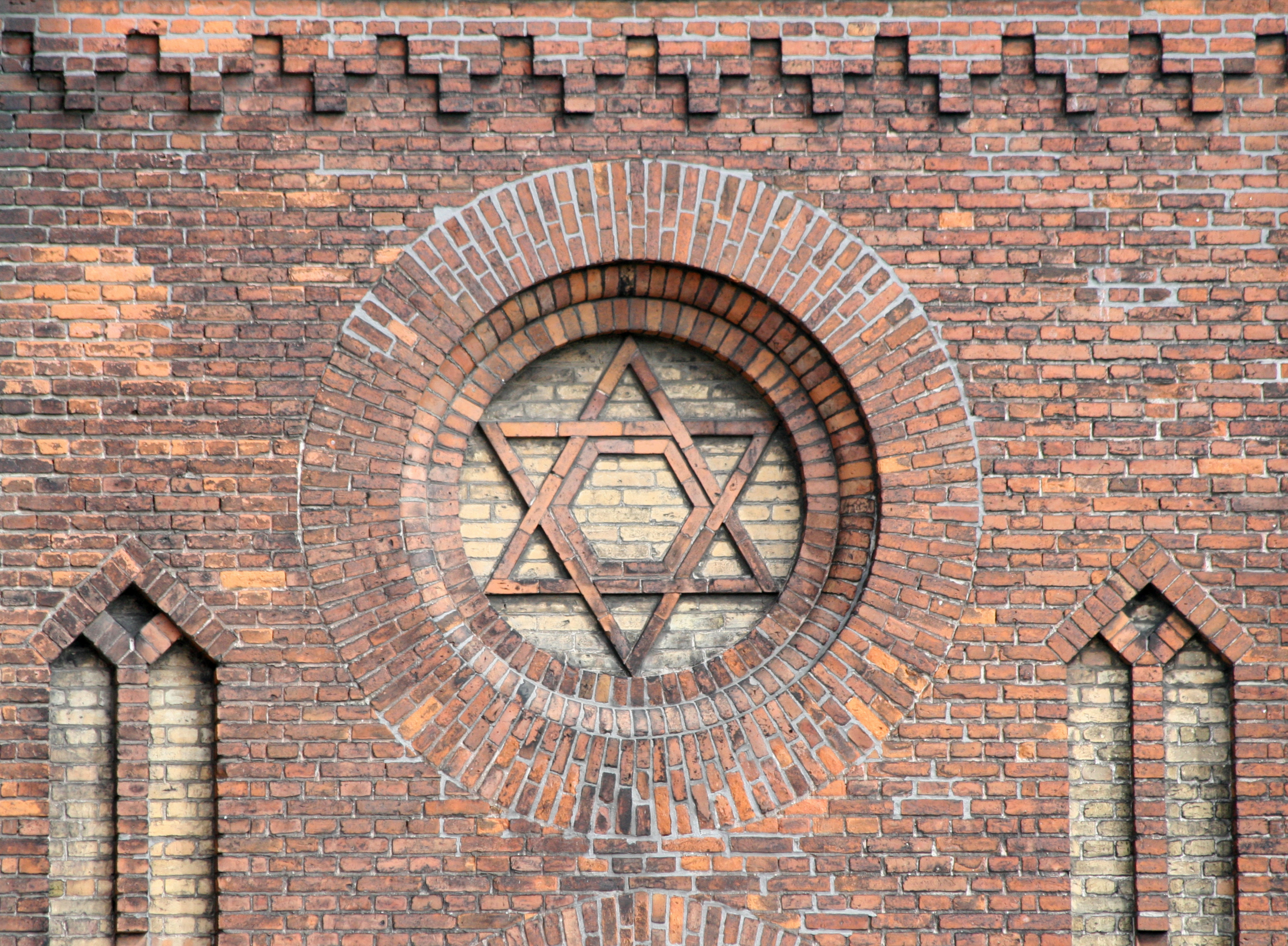
San Juan (Copenague)
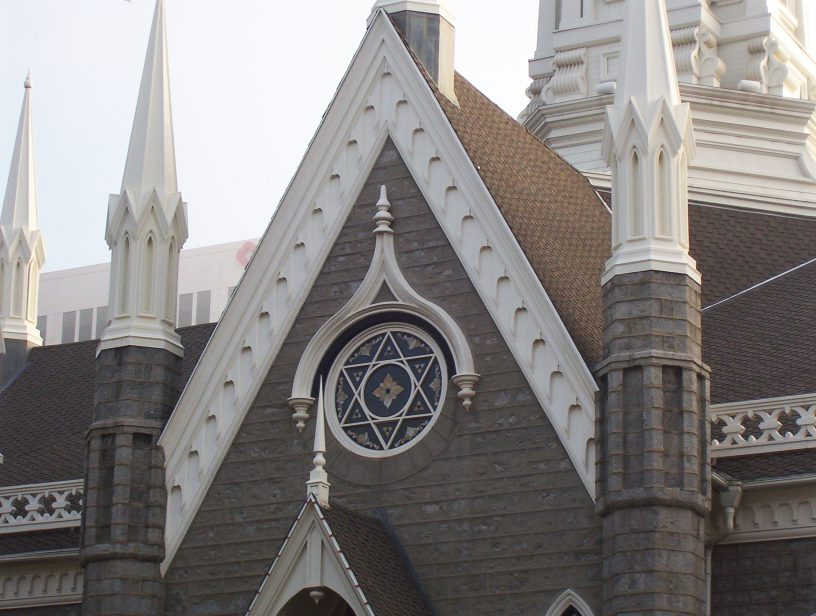
Mormonismo
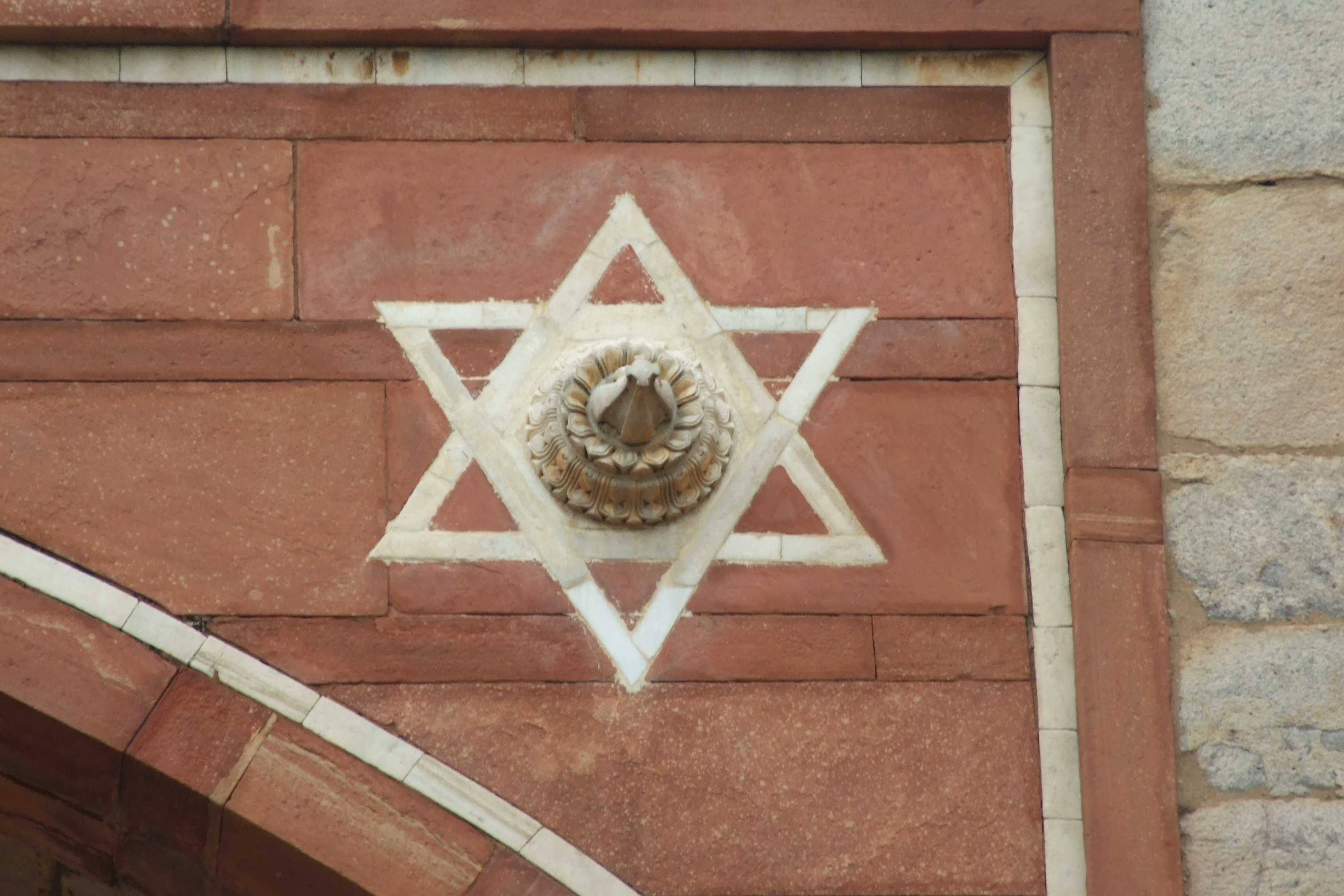
Islam
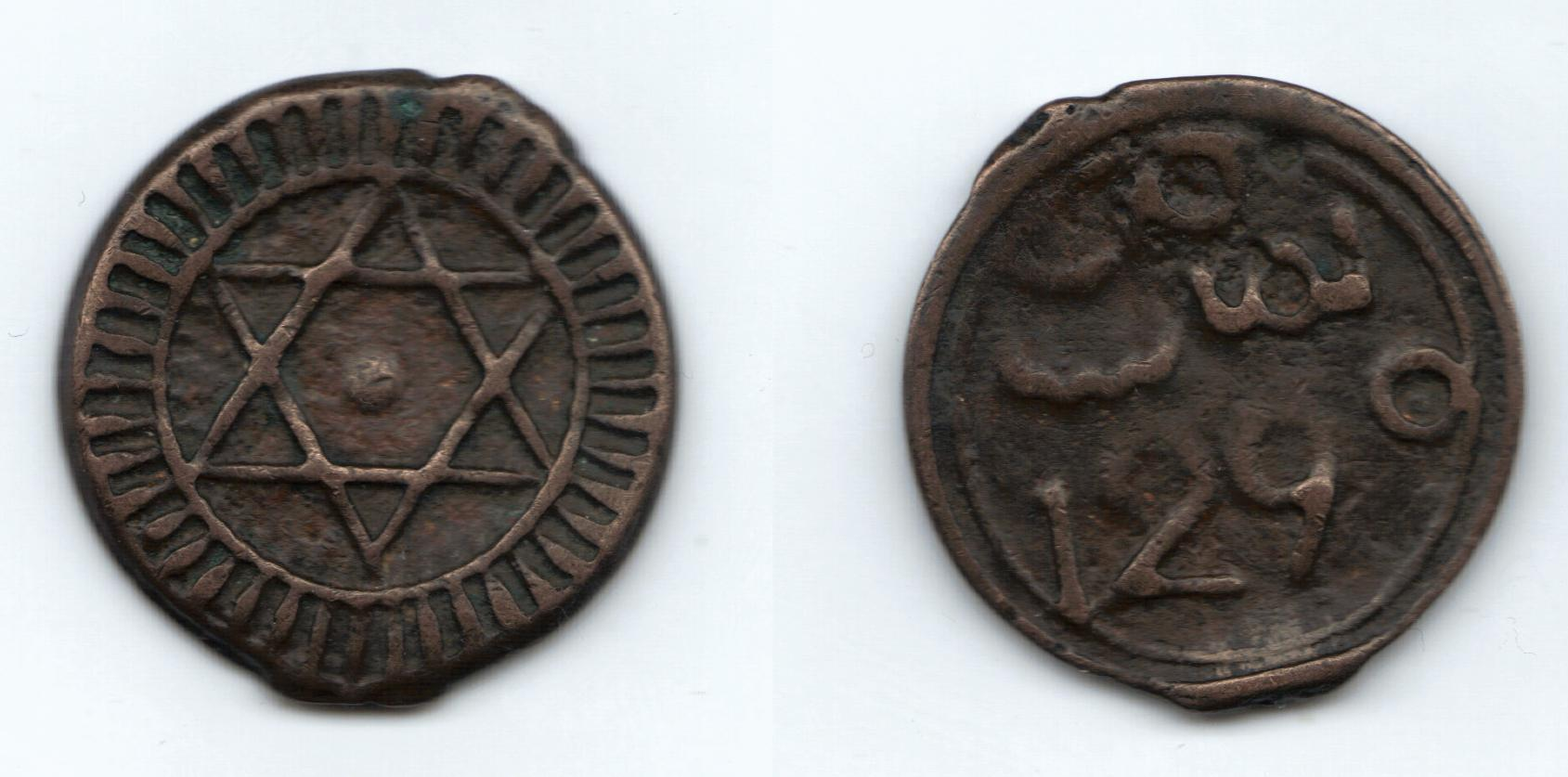
Numismática
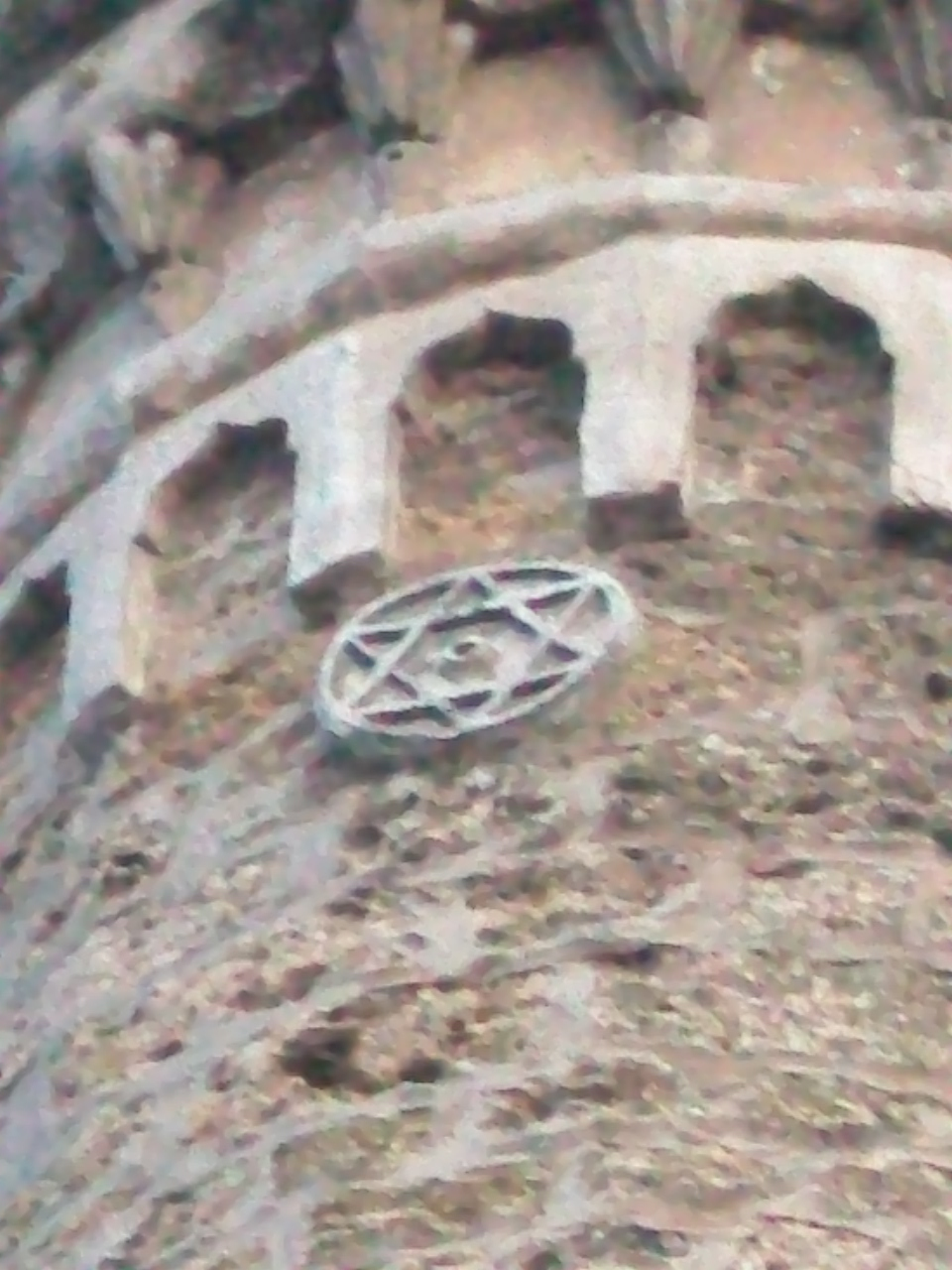
Arquitectura islámica
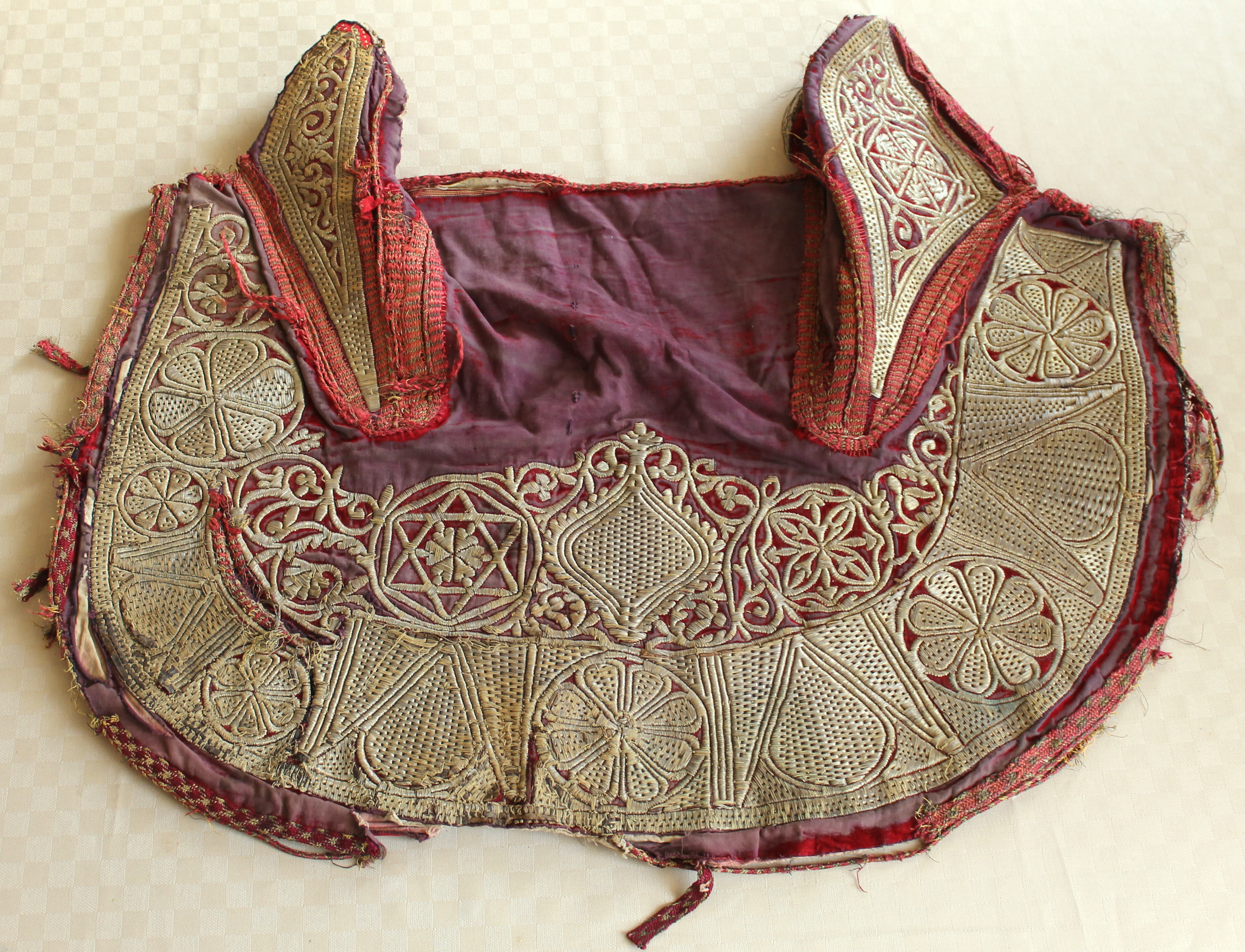
Silla de montar
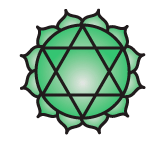
Hinduismo
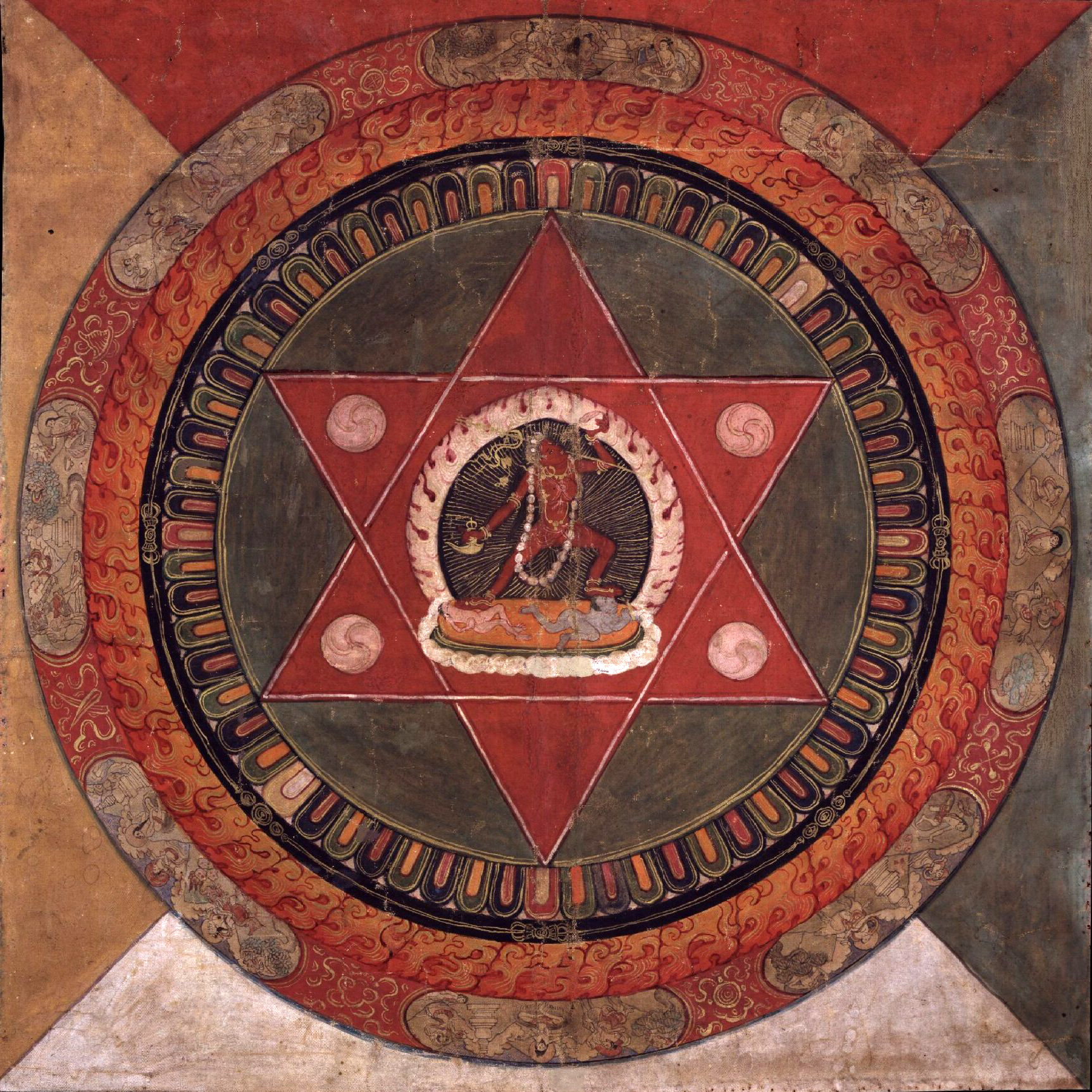
Mándala
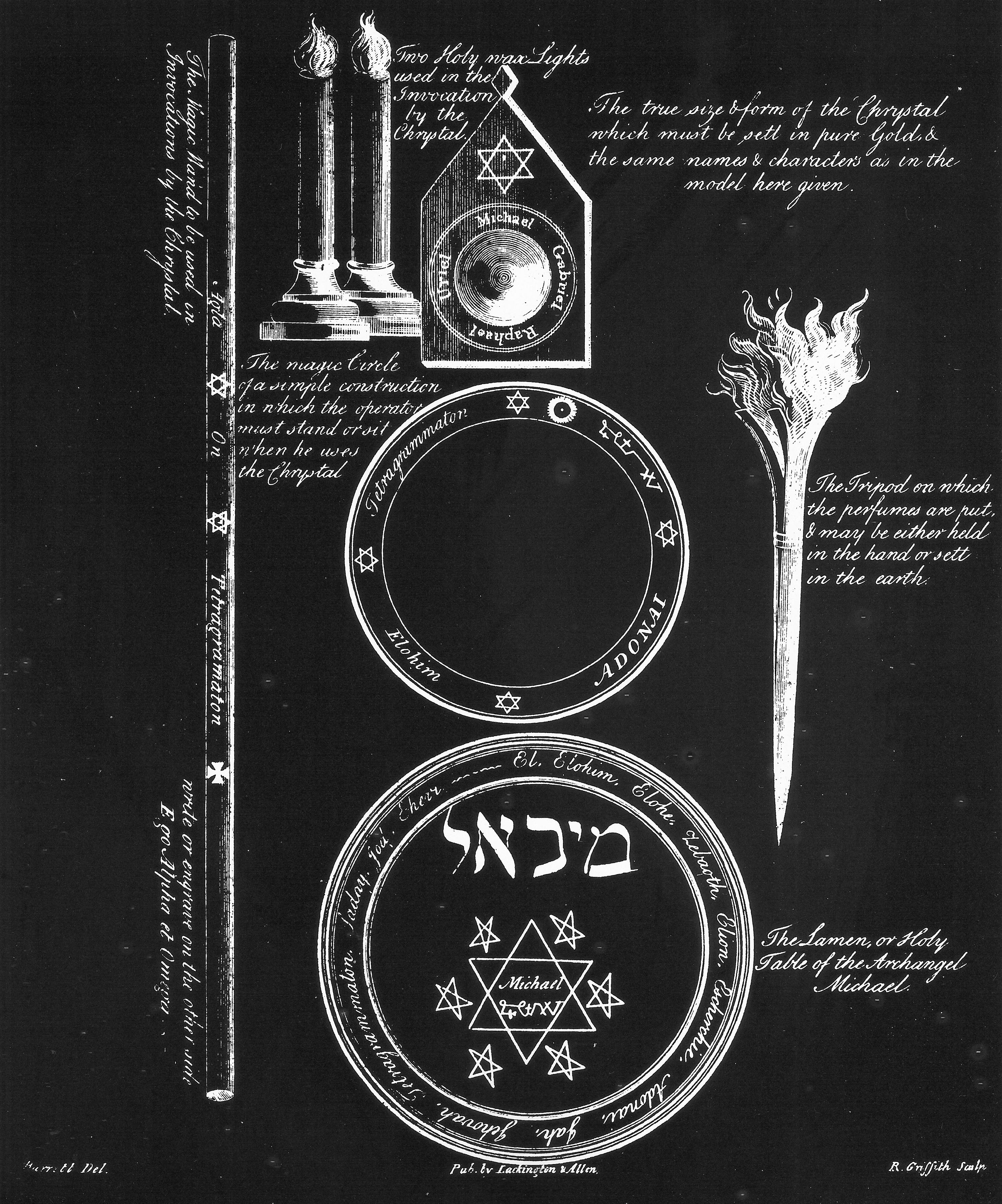
Magia
Esoterismo
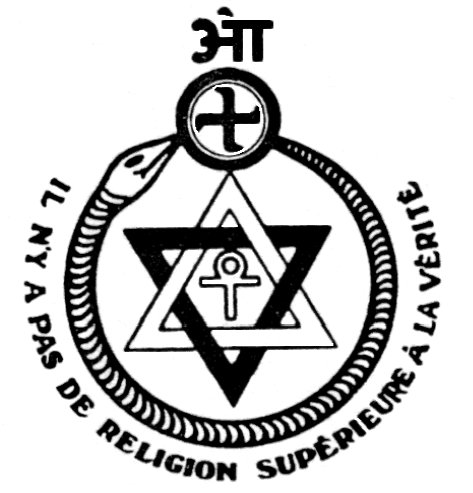
Teosofía
Misticismo
Raelianos
Jeireddín Barbarroja
Karamánidas
Israel
Ulster
Dardania

### Otros usos

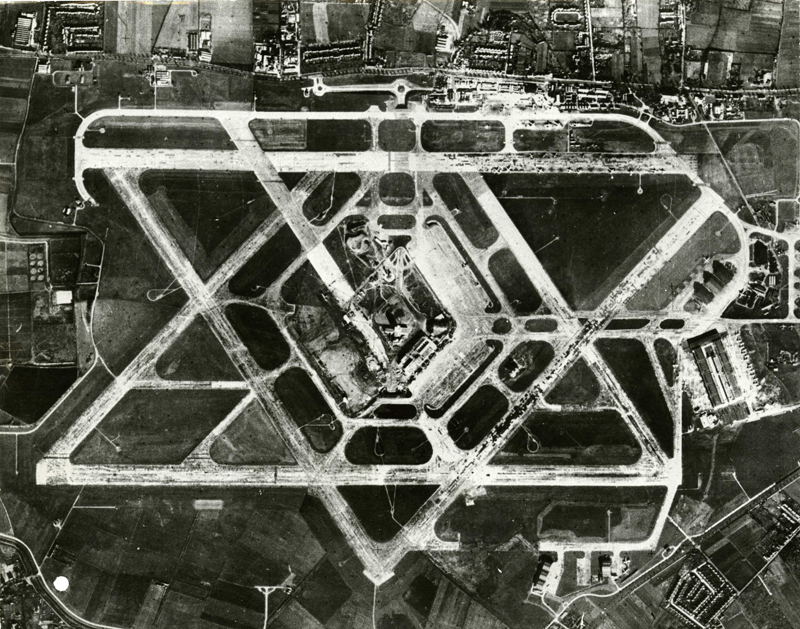
Fotografía aérea del aeropuerto de Heathrow, Londres, 1955

- En Unicode, el símbolo de "Estrella de David" es U + 2721 (✡).
- Una estrella de seis puntas es una marca utilizada para indicar que una espada ha sido "probada".[20]
- Hay una planta llamada sello de Salomón (Polygonatum multiflorum) en la familia lilium.
- En alquimia, los dos triángulos representan la reconciliación de los opuestos de fuego y agua.[21]
- Este uso del símbolo es un punto importante de la trama en la popular novela de Dan Brown El código Da Vinci y en la correspondiente película.
- En el sur de Alemania, el hexagrama se puede encontrar como parte de los carteles de las tabernas. Es un símbolo ligado con la cerveza y un signo del gremio de cerveceros. En alemán esto se llama 'Bierstern' o 'Brauerstern' (estrella de la cerveza).[22]
- Una estrella de seis puntas se utiliza como una marca de identificación de la organización Folk Nation.[23]
- Las principales pistas y calles de rodaje de Aeropuerto de Londres-Heathrow están dispuestas aproximadamente en forma de hexagrama.[24]
- Se puede ver un hexagrama en un círculo adornando los soportes de la marquesina del andén 2 de la Estación de Worthing (Reino Unido).[25]

## Otros hexagramas
Se pueden construir otros hexagramas unicursales, como una ruta continua:
| Hexagrama unicursal | Dos poliedros estrellados no convexos tienen un hexagrama como figura de vértices | Dos poliedros estrellados no convexos tienen un hexagrama como figura de vértices | Un poliedro estrellado posee caras hexagrámicas |                             |
| Simetría D2         | Simetría D3 Figura isogonal                                                       | Simetría D3 Figura isogonal                                                       | Simetría D3 Figura isotoxal                     | Simetría D3 Figura isotoxal |
| ------------------- | --------------------------------------------------------------------------------- | --------------------------------------------------------------------------------- | ----------------------------------------------- | --------------------------- |
|                     | Dodecadodecaedro ditrigonal                                                       | Gran icosidodecaedro ditrigonal                                                   | Gran icosaedro triámbico                        |                             |